# Bilan saison par saison du Cercle Bruges KSV
Cette page présente les résultats saison par saison du Cercle Bruges KSV, une équipe de football belge. Le Cercle a disputé 110 saisons dans les divisions nationales belges, entre le premier et le troisième niveau hiérarchique. Il remporte 9 titres durant cette période : 3 en première division, 4 en deuxième, et 2 en troisième.

## Tableau de résultats
| Ordre | Saison  | Nom du club       | Niveau                          | Classement final | Remarques                                                          |
| ----- | ------- | ----------------- | ------------------------------- | ---------------- | ------------------------------------------------------------------ |
| 1     | 1899-00 | CS Brugeois       | Division d'Honneur Gr. Flandres | 2e/4             |                                                                    |
| 2     | 1900-01 | CS Brugeois       | Division d'Honneur              | 9e/9             | [ saisons 1 ]                                                      |
| 3     | 1901-02 | CS Brugeois       | Division d'Honneur série A      | 4e/6             |                                                                    |
| 4     | 1902-03 | CS Brugeois       | Division d'Honneur série A      | 4e/5             |                                                                    |
| 5     | 1903-04 | CS Brugeois       | Division d'Honneur série A      | 3e/7             | [ saisons 2 ]                                                      |
| 6     | 1904-05 | CS Brugeois       | Division d'Honneur              | 8e/11            |                                                                    |
| 7     | 1905-06 | CS Brugeois       | Division d'Honneur              | 8e/10            |                                                                    |
| 8     | 1906-07 | CS Brugeois       | Division d'Honneur              | 6e/10            |                                                                    |
| 9     | 1907-08 | CS Brugeois       | Division d'Honneur              | 10e/10           | [ saisons 3 ]                                                      |
| 10    | 1908-09 | CS Brugeois       | Division d'Honneur              | 6e/12            |                                                                    |
| 11    | 1909-10 | CS Brugeois       | Division d'Honneur              | 3e/12            | [ saisons 4 ]                                                      |
| 12    | 1910-11 | CS Brugeois       | Division d'Honneur              | 1er/12           | Champion                                                           |
| 13    | 1911-12 | CS Brugeois       | Division d'Honneur              | 5e/12            |                                                                    |
| 14    | 1912-13 | CS Brugeois       | Division d'Honneur              | 5e/12            |                                                                    |
| 15    | 1913-14 | CS Brugeois       | Division d'Honneur              | 3e/12            |                                                                    |
| 16    | 1919-20 | CS Brugeois       | Division d'Honneur              | 8e/12            |                                                                    |
| 17    | 1920-21 | CS Brugeois       | Division d'Honneur              | 5e/12            |                                                                    |
| 18    | 1921-22 | CS Brugeois       | Division d'Honneur              | 6e/14            |                                                                    |
| 19    | 1922-23 | CS Brugeois       | Division d'Honneur              | 3e/14            | [ saisons 5 ]                                                      |
| 20    | 1923-24 | CS Brugeois       | Division d'Honneur              | 3e/14            |                                                                    |
| 21    | 1924-25 | RCS Brugeois      | Division d'Honneur              | 4e/14            |                                                                    |
| 22    | 1925-26 | RCS Brugeois      | Division d'Honneur              | 5e/14            |                                                                    |
| 23    | 1926-27 | RCS Brugeois      | Division d'Honneur              | 1er/14           | Champion                                                           |
| 24    | 1927-28 | RCS Brugeois      | Division d'Honneur              | 3e/14            |                                                                    |
| 25    | 1928-29 | RCS Brugeois      | Division d'Honneur              | 4e/14            |                                                                    |
| 26    | 1929-30 | RCS Brugeois      | Division d'Honneur              | 1er/14           | Champion                                                           |
| 27    | 1930-31 | RCS Brugeois      | Division d'Honneur              | 7e/14            |                                                                    |
| 28    | 1931-32 | RCS Brugeois      | Division d'Honneur              | 6e/14            |                                                                    |
| 29    | 1932-33 | RCS Brugeois      | Division d'Honneur              | 3e/14            |                                                                    |
| 30    | 1933-34 | RCS Brugeois      | Division d'Honneur              | 8e/14            |                                                                    |
| 31    | 1934-35 | RCS Brugeois      | Division d'Honneur              | 6e/14            |                                                                    |
| 32    | 1935-36 | RCS Brugeois      | Division d'Honneur              | 13e/14           | Relégué                                                            |
| 33    | 1936-37 | RCS Brugeois      | Division 1 (D2) série B         | 6e/14            |                                                                    |
| 34    | 1937-38 | RCS Brugeois      | Division 1 (D2) série B         | 1er/14           | Champion et promu                                                  |
| 35    | 1938-39 | RCS Brugeois      | Division d'Honneur              | 12e/14           |                                                                    |
| **    | 1939-40 | RCS Brugeois      | Division d'Honneur              | -/14             | [ saisons 8 ]                                                      |
| **    | 1940-41 | RCS Brugeois      | Division d'Honneur série A      | 7e/10            | [ saisons 9 ]                                                      |
| 36    | 1941-42 | RCS Brugeois      | Division d'Honneur              | 13e/14           | [ saisons 10 ]                                                     |
| 37    | 1942-43 | RCS Brugeois      | Division d'Honneur              | 8e/16            |                                                                    |
| 38    | 1943-44 | RCS Brugeois      | Division d'Honneur              | 8e/16            |                                                                    |
| **    | 1944-45 | RCS Brugeois      | Division d'Honneur              | -/12             | [ saisons 11 ]                                                     |
| 39    | 1945-46 | RCS Brugeois      | Division d'Honneur              | 19e/19           | Relégué                                                            |
| 40    | 1946-47 | RCS Brugeois      | Division 1 (D2) série B         | 7e/17            |                                                                    |
| 41    | 1947-48 | RCS Brugeois      | Division 1 (D2) série A         | 5e/16            |                                                                    |
| 42    | 1948-49 | RCS Brugeois      | Division 1 (D2) série B         | 11e/16           |                                                                    |
| 43    | 1949-50 | RCS Brugeois      | Division 1 (D2) série A         | 11e/16           |                                                                    |
| 44    | 1950-51 | RCS Brugeois      | Division 1 (D2) série B         | 11e/16           |                                                                    |
| 45    | 1951-52 | RCS Brugeois      | Division 1 (D2) série A         | 15e/16           | Relégué                                                            |
| 46    | 1952-53 | RCS Brugeois      | Division 3 série B              | 8e/16            |                                                                    |
| 47    | 1953-54 | RCS Brugeois      | Division 3 série A              | 7e/16            |                                                                    |
| 48    | 1954-55 | RCS Brugeois      | Division 3 série B              | 3e/16            |                                                                    |
| 49    | 1955-56 | RCS Brugeois      | Division 3 série A              | 1er/16           | Champion et promu                                                  |
| 50    | 1956-57 | RCS Brugeois      | Division 2                      | 9e/16            |                                                                    |
| 51    | 1957-58 | RCS Brugeois      | Division 2                      | 11e/16           |                                                                    |
| 52    | 1958-59 | RCS Brugeois      | Division 2                      | 3e/16            | [ saisons 12 ]                                                     |
| 53    | 1959-60 | RCS Brugeois      | Division 2                      | 3e/16            | [ saisons 13 ]                                                     |
| 54    | 1960-61 | RCS Brugeois      | Division 2                      | 2e/16            | Promu                                                              |
| 55    | 1961-62 | RCS Brugeois      | Division 1                      | 14e/16           | [ saisons 14 ]                                                     |
| 56    | 1962-63 | RCS Brugeois      | Division 1                      | 11e/16           |                                                                    |
| 57    | 1963-64 | RCS Brugeois      | Division 1                      | 10e/16           |                                                                    |
| 58    | 1964-65 | RCS Brugeois      | Division 1                      | 11e/16           |                                                                    |
| 59    | 1965-66 | RCS Brugeois      | Division 1                      | 16e/16           | Relégué en D3                                                      |
| 60    | 1966-67 | RCS Brugeois      | Division 3 série A              | 4e/16            |                                                                    |
| 61    | 1967-68 | RCS Brugeois      | Division 3 série B              | 1er/16           | Champion et promu                                                  |
| 62    | 1968-69 | KSV Cercle Brugge | Division 2                      | 4e/16            |                                                                    |
| 63    | 1969-70 | KSV Cercle Brugge | Division 2                      | 6e/16            |                                                                    |
| 64    | 1970-71 | KSV Cercle Brugge | Division 2                      | 1er/16           | Champion et promu                                                  |
| 65    | 1971-72 | KSV Cercle Brugge | Division 1                      | 5e/16            |                                                                    |
| 66    | 1972-73 | KSV Cercle Brugge | Division 1                      | 11e/16           |                                                                    |
| 67    | 1973-74 | KSV Cercle Brugge | Division 1                      | 8e/16            |                                                                    |
| 68    | 1974-75 | KSV Cercle Brugge | Division 1                      | 10e/20           |                                                                    |
| 69    | 1975-76 | KSV Cercle Brugge | Division 1                      | 13e/19           |                                                                    |
| 70    | 1976-77 | KSV Cercle Brugge | Division 1                      | 8e/18            |                                                                    |
| 71    | 1977-78 | KSV Cercle Brugge | Division 1                      | 17e/18           | Relégué                                                            |
| 72    | 1978-79 | KSV Cercle Brugge | Division 2                      | 1er/16           | Champion et promu                                                  |
| 73    | 1979-80 | KSV Cercle Brugge | Division 1                      | 10e/18           |                                                                    |
| 74    | 1980-81 | KSV Cercle Brugge | Division 1                      | 14e/18           |                                                                    |
| 75    | 1981-82 | KSV Cercle Brugge | Division 1                      | 14e/18           |                                                                    |
| 76    | 1982-83 | KSV Cercle Brugge | Division 1                      | 12e/18           |                                                                    |
| 77    | 1983-84 | KSV Cercle Brugge | Division 1                      | 11e/18           |                                                                    |
| 78    | 1984-85 | KSV Cercle Brugge | Division 1                      | 11e/18           |                                                                    |
| 79    | 1985-86 | KSV Cercle Brugge | Division 1                      | 10e/18           |                                                                    |
| 80    | 1986-87 | KSV Cercle Brugge | Division 1                      | 11e/18           |                                                                    |
| 81    | 1987-88 | KSV Cercle Brugge | Division 1                      | 7e/18            |                                                                    |
| 82    | 1988-89 | KSV Cercle Brugge | Division 1                      | 15e/18           |                                                                    |
| 83    | 1989-90 | KSV Cercle Brugge | Division 1                      | 9e/18            |                                                                    |
| 84    | 1990-91 | KSV Cercle Brugge | Division 1                      | 16e/18           |                                                                    |
| 85    | 1991-92 | KSV Cercle Brugge | Division 1                      | 9e/18            |                                                                    |
| 86    | 1992-93 | KSV Cercle Brugge | Division 1                      | 13e/18           |                                                                    |
| 87    | 1993-94 | KSV Cercle Brugge | Division 1                      | 12e/18           |                                                                    |
| 88    | 1994-95 | KSV Cercle Brugge | Division 1                      | 15e/18           |                                                                    |
| 89    | 1995-96 | KSV Cercle Brugge | Division 1                      | 8e/18            |                                                                    |
| 90    | 1996-97 | KSV Cercle Brugge | Division 1                      | 18e/18           | Relégué                                                            |
| 91    | 1997-98 | Cercle Brugge KSV | Division 2                      | 10e/18           |                                                                    |
| 92    | 1998-99 | Cercle Brugge KSV | Division 2                      | 9e/18            |                                                                    |
| 93    | 1999-00 | Cercle Brugge KSV | Division 2                      | 8e/18            |                                                                    |
| 94    | 2000-01 | Cercle Brugge KSV | Division 2                      | 7e/18            |                                                                    |
| 95    | 2001-02 | Cercle Brugge KSV | Division 2                      | 6e/18            | Tour final                                                         |
| 96    | 2002-03 | Cercle Brugge KSV | Division 2                      | 1er/18           | Champion et promu                                                  |
| 97    | 2003-04 | Cercle Brugge KSV | Division 1                      | 14e/18           |                                                                    |
| 98    | 2004-05 | Cercle Brugge KSV | Division 1                      | 11e/18           |                                                                    |
| 99    | 2005-06 | Cercle Brugge KSV | Division 1                      | 14e/18           |                                                                    |
| 100   | 2006-07 | Cercle Brugge KSV | Division 1                      | 12e/18           |                                                                    |
| 101   | 2007-08 | Cercle Brugge KSV | Division 1                      | 4e/18            | [ saisons 17 ]                                                     |
| 102   | 2008-09 | Cercle Brugge KSV | Division 1                      | 9e/18            |                                                                    |
| 103   | 2009-10 | Cercle Brugge KSV | Division 1                      | 9e/16            | Play-offs 2                                                        |
| 104   | 2010-11 | Cercle Brugge KSV | Division 1                      | 9e/16            | Play-offs 2                                                        |
| 105   | 2011-12 | Cercle Brugge KSV | Division 1                      | 7e/16            | Play-offs 2                                                        |
| 106   | 2012-13 | Cercle Brugge KSV | Division 1                      | 16e/16           | Play-offs 3                                                        |
| 107   | 2013-14 | Cercle Brugge KSV | Division 1                      | 11e/16           | Play-offs 2                                                        |
| 108   | 2014-15 | Cercle Brugge KSV | Division 1                      | 15e/16           | Relégué après Play-offs 3                                          |
| 109   | 2015-16 | Cercle Brugge KSV | Division 2                      | 5e/17            |                                                                    |
| 110   | 2016-17 | Cercle Brugge KSV | Division 1B                     | 6e/8             | Play-down                                                          |
| 111   | 2017-18 | Cercle Brugge KSV | Division 1B                     | 1er/8            | Champion et promu                                                  |
| 112   | 2018-19 | Cercle Brugge KSV | Division 1A                     | 13e/16           | Play-offs 2                                                        |
| 113   | 2019-20 | Cercle Brugge KSV | Division 1A                     | 14e/16           | Saison arrêtée après 29 journées en raison de la crise du Covid-19 |
| 114   | 2020-21 | Cercle Brugge KSV | Division 1A                     | 16e/18           |                                                                    |
| 115   | 2021-22 | Cercle Brugge KSV | Division 1A                     | 10e/18           |                                                                    |
| 116   | 2022-23 | Cercle Brugge KSV | Division 1A                     | 8e/18            |                                                                    |
| 117   | 2023-24 | Cercle Brugge KSV | Division 1A                     | 4e/16            |                                                                    |
| 118   | 2024-25 | Cercle Brugge KSV | Division 1A                     | .../16           |                                                                    |

## Bilan
Statistiques mises à jour le 3 décembre 2024 (terme de la saison 2023-2024)
| Niv | Divisions     | Jouées | Titres | TM Up | TM Down |
| --- | ------------- | ------ | ------ | ----- | ------- |
| I   | 1re nationale | 85     | 3      |       | 2       |
| II  | 2e nationale  | 26     | 5      | 1     | 1       |
| III | 3e nationale  | 6      | 2      |       |         |
| IV  | 4e nationale  | 0      | 0      |       |         |
| V   | 5e nationale  | 0      | 0      |       |         |
|     |               |        |        |       |         |
|     | TOTAUX        | 117    | 10     | 1     | 3       |

- TM Up : test-match pour départager des égalités, ou toutes formes de Barrages ou de Tour final pour une montée éventuelle.
- TM Down : test-match pour départager des égalités, ou toutes formes de Barrages ou de Tour final pour le maintien.